# Galium palaeoitalicum
Galium palaeoitalicum là một loài thực vật có hoa trong họ Thiến thảo. Loài này được Ehrend. mô tả khoa học đầu tiên năm 1974.